# Оборона Харбина

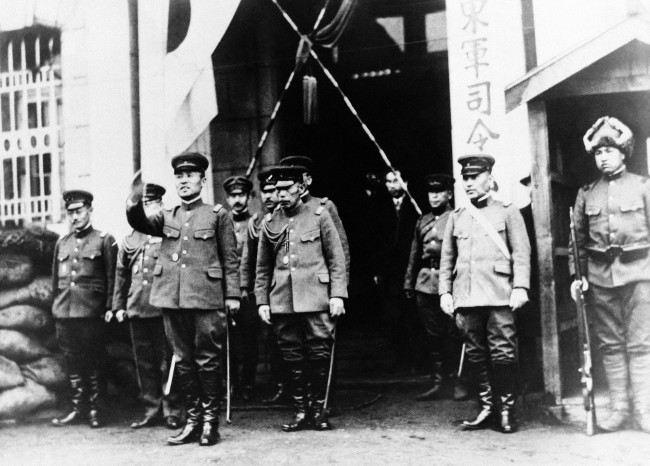
Японские офицеры на параде по случаю провозглашения Маньчжоу-Го

Оборона Харбина (англ. Defense of Harbin) — бои между войсками Китайской республики и Японской империи во время японской интервенции в Маньчжурию.

## Предыстория
После поражения под Цицикаром генерал Ма Чжаньшань отступил в Хайлунь, откуда пытался управлять провинцией Хэйлунцзян. В переговоры с ним вступил японский полковник Кэндзи Доихара, в надежде добиться признания генералом (а тот контактировал с Чжаном Сюэляном) марионеточных правительств на манчжурских территориях, в частности, в Гирине (Цзилине). Провинция контролировалась войсками гоминьдановского генерала Дин Чао и прояпонски настроенными частями генерала Си Ця. Ма Чжаньшань не спешил переходить на сторону японцев, хотя и продолжал с ними переговоры, продолжая при этом поддерживать генерала Дин Чао. 
Для давления на Ма в начале января Доихара попросил Си Ця начать наступление на Харбин и Хайлунь. Дин Чао реорганизовал свои части в Армию самооброны Цзилиня и призвал жителей Харбина присоединиться к его гарнизону. 25 января Чжан Сюэлян приказал Ма Чжаньшану прекратить переговоры. Бои начались утром 26-го. Войска Си Ця потерпели поражение от Армии самообороны и отступили. Попытка Доихары потерпела неудачу.

## Ход боёв
Чтобы оправдать прямое вмешательство Квантунской армии в помощь генералу Си Ця, агенты Доихары организовали беспорядки в Харбине, в ходе которых погибли четверо японских подданных. Так как японские войска в своей массе были заняты в Цзиньчжоуской операции, 2-я пехотная дивизия генерала Тамона Дзиро, находившаяся на отдыхе в Мукдене, получив приказ отправиться на помощь генералу Си Ця, 28 января начала продвижение к Харбину. Из Цицикара, с востока, двинулась недавно прибывшая 4-я японская смешанная бригада. К 4-му февраля, пройдя при 30-градусном морозе, японцы приблизились к городу с запада и юга. 17 часов продолжались бои за Харбин. Плохо обученные китайские добровольцы Дина, не выдержав огня артиллерии и бомбардировок с самолётов, оставили город и стали отступать на северо-восток, вниз по течению Сунгари, преследуемые авиацией противника, атакующей с бреющего полёта.

## Результаты
В течение нескольких часов японская оккупация Харбина была завершена. Доихара предложил Ма Чжаньшаню миллион долларов США золотом на переход на сторону новой армии Маньчжоу-го, 14-го февраля тот согласился и был назначен губернатором Хэйлунцзяна. 27 февраля Дин Чао предложил прекратить боевые действия, положив конец официальному китайскому сопротивлению в Маньчжурии.
Через несколько дней Пу И, бывший маньчжурский император Китая, свергнутый в 1911 году, был провозглашен императором марионеточного государства Маньчжоу-Го по решению Всеманьчжурского съезда в Мукдене (нынешний Шэньян), на котором присутствовал и генерал Ма Чжаньшань, прилетевший с севера. На следующий день, 1 марта, было создано правительство Маньчжоу-Го, в котором генерал Ма стал военным министром в дополнение к его посту губернатора провинции.